# Kampfauftrag der FDJ

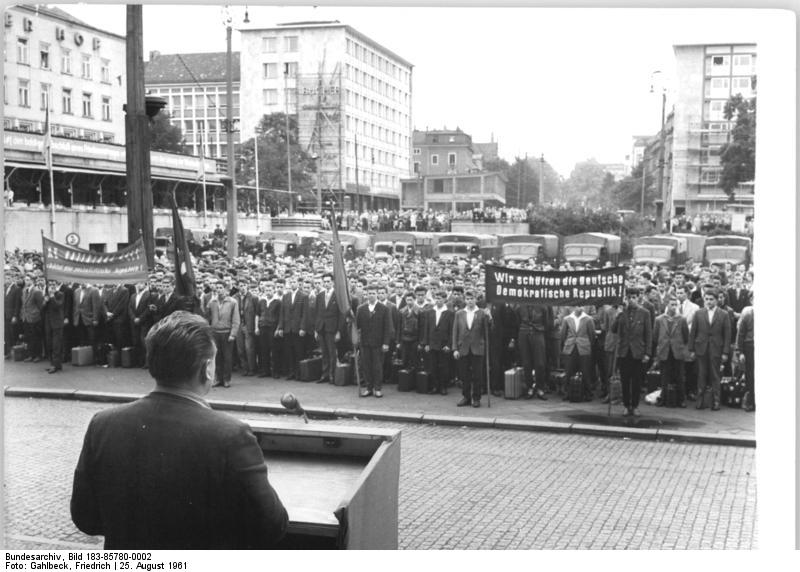
Die Verabschiedung eines FDJ-Regiments in Karl-Marx-Stadt im August 1961.

Der Kampfauftrag der FDJ war eine von der SED und FDJ in der Deutschen Demokratischen Republik (DDR) initiierte Propagandaaktion, die nach dem Mauerbau die Zahl der Freiwilligen für die Nationale Volksarmee (NVA) erhöhen sollte. Er wurde am 18. August 1961 vom Zentralrat der FDJ herausgegeben und enthielt das Aufgebot „Das Vaterland ruft. Schützt die sozialistische Republik!“, das unter Berufung auf die angebliche Kriegsgefahr die Rekrutierung junger Männer in der DDR forderte.

## Forderungen
Die Punkte, die der Kampfauftrag forderte, waren:
- 1. „Verteidigungsbereitschaft“ aller Männer zwischen 18 und 23 Jahren;
- 2. Erntehilfe, Planerfüllung in der Produktion gewährleisten;
- 3. Keine „Westsender“ hören (Aktion: „Blitz kontra Nato-Sender“);
- 4. Die „Störfreimachung“ unterstützen;
- 5. Bei der Volkswahl am 17. September 1961 die Kandidaten der Nationalen Front wählen[2]

## Folgen
Nachdem der Kampfauftrag in der Jungen Welt veröffentlicht worden war, wurden sehr schnell einige Jugendliche, die dem Aufgebot gefolgt waren, in die NVA eingezogen. Dafür wurden spezielle FDJ-Regimenter gebildet. Der Kampfauftrag bereitete das Verteidigungsgesetz vor, das am 24. Januar 1962 in die allgemeine Wehrpflicht mündete.
Gleichzeitig wurden die Ordnungsgruppen der FDJ offiziell gegründet, die den Kampfauftrag und die enthaltenen Forderungen (wie z. B. die Aktion „Blitz kontra Nato-Sender“) absichern und gegen Proteste vorgehen sollten.

## Medaille „Kampfauftrag der FDJ 1961“

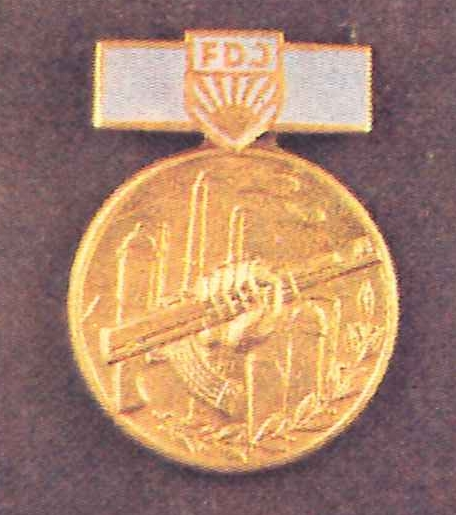
Die Medaille zum Kampfauftrag.

### Zweck
Die Medaille „Kampfauftrag der FDJ 1961“ war eine nichtstaatliche Auszeichnung der FDJ, die zur ideellen Aufwertung der Propagandaaktion im August 1961 gestiftet wurde. Die Verleihung erfolgte an jene Jugendliche, die im Zusammenhang mit dem Mauerbau am 13. August 1961 dem „Kampfauftrag der FDJ“ gefolgt  waren.

### Aussehen
Die goldschimmernde Medaille mit einem Durchmesser von 28,5 mm zeigt auf ihrem Avers eine Hand, die eine Maschinenpistole in den Himmel streckt, vor den Umrissen einer Fabrik. Am unteren Rand liegt ein Lorbeerzweig, der sich rechts nach oben biegt und etwa 1/4 des Medaillenrandes einnimmt. Das Revers der Medaille zeigt dagegen mittig die dreizeilige Inschrift: KAMPFAUFTRAG / DER FDJ / AUGUST 1961. Getragen wurde die Medaille an einer blau emaillierten Spange mit dem mittigen Symbol der FDJ an der linken oberen Brustseite.